# Palais royal de Queluz
Le palais royal de Queluz (portugais : Palácio Real de Queluz) est un château portugais du XVIIIe siècle situé à Queluz, une freguesia de la municipalité de Sintra, dans le district de Lisbonne. Parmi les derniers grands bâtiments rococo construits en Europe, le palais a été conçu comme lieu de villégiature estivale pour Pierre III, roi de Portugal jure uxoris en tant qu'époux de la reine Marie Ire, sa nièce.
À la suite de l'incendie du palais d'Ajuda en 1794, le palais de Queluz devint la résidence officielle de la Régence portugaise, Jean VI, et sa famille qui y restèrent jusqu'à ce que la famille royale s'enfuie au Brésil en 1807 à la suite de l'invasion du Portugal par les armées napoléoniennes.
Les travaux débutèrent en 1747 sous les ordres de l'architecte Mateus Vicente de Oliveira. Malgré la petite taille de la construction, le palais est souvent qualifié de « Versailles portugais »,. À partir de 1826, le palais tomba peu à peu en disgrâce auprès des souverains portugais. En 1908, le palais devint la propriété de l'État. À  la suite d'un important incendie en 1934, qui en ravagea l'intérieur, le palais a été considérablement restauré, et accueille aujourd'hui le public en tant que monument touristique.
Une des ailes du palais, le pavillon de dame Marie, construit entre 1785 et 1792 par l'architecte Manuel Caetano de Sousa, est aujourd'hui la résidence d'accueil des chefs d'État étrangers en visite au Portugal.

## Histoire
Lors de l'accession au trône de la femme de Dom Pedro, Marie, en 1777, Pombal a été écarté, et Dom Pedro et Marie dirigèrent conjointement à sa place, en utilisant le palais rococo partiellement terminé comme lieu de retraite des affaires de l'État de la même manière que Frédéric le Grand utilisa l'autre palais rococo connu d'Europe, Sanssouci.
Le site choisi pour ce lieu de villégiature estival était isolé. Il s'agissait originellement de la propriété du marquis de Castel Rodrigo. Lorsque l'autorité espagnole prit fin au Portugal en 1640, la propriété a été confisquée, et Rodrigo fut accusé d'avoir collaboré avec les espagnols. La propriété et son pavillon de chasse sont alors devenus l'une des nombreuses propriétés du roi portugais, Jean IV. Il l'a conservée comme propriété réservée pour le second fils du monarque en place. C'est ainsi qu'il vint aux mains de Dom Pedro, le deuxième fils de Jean IV.

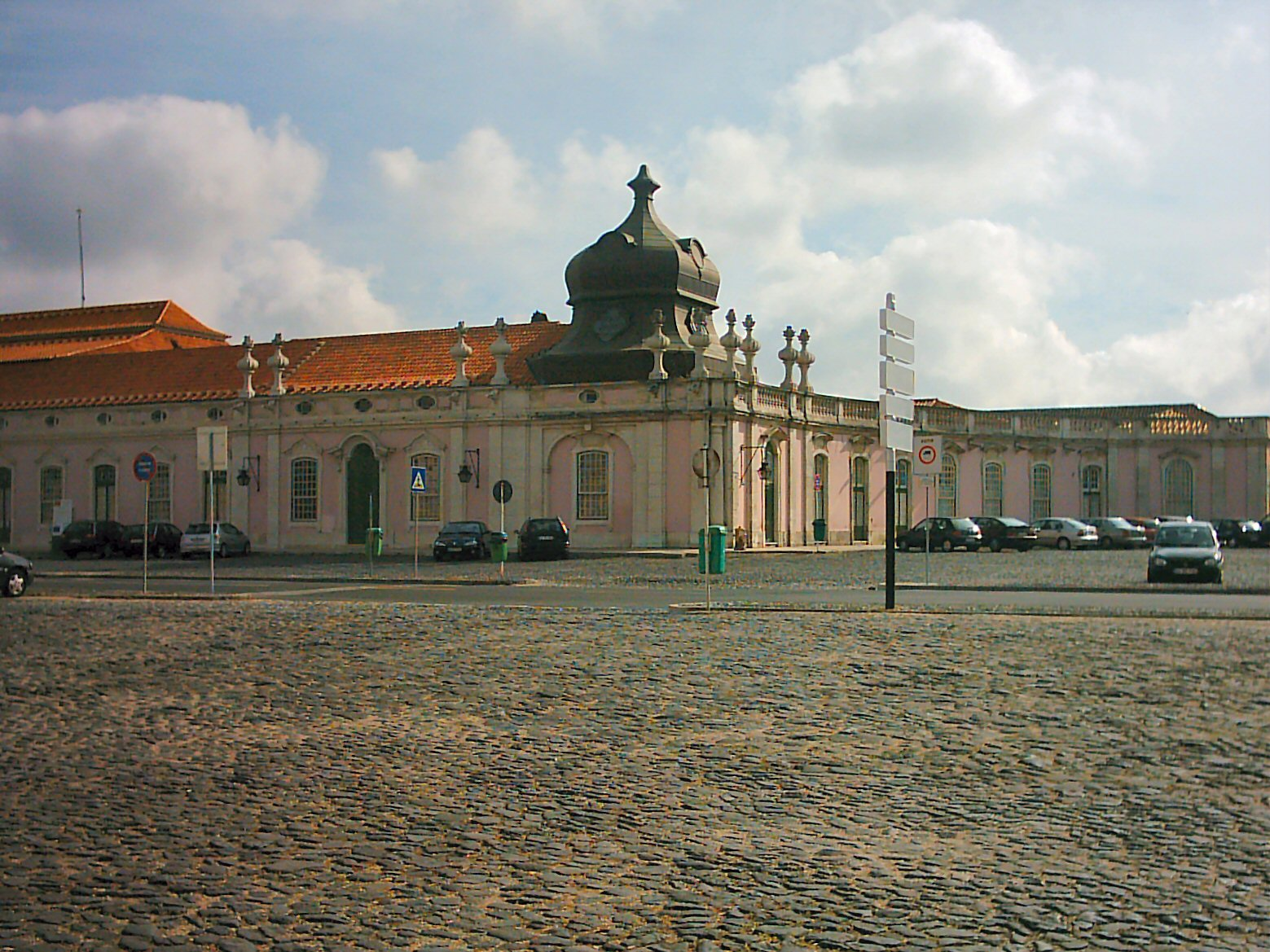
Le clocher à bulbe de la chapelle. Une des deux ailes encadrant la cour d'honneur peut être vue sur la droite.

Après un incendie au palais d'Ajuda en 1794, le Prince Régent Jean VI et sa femme Charlotte Joachime commencèrent à occuper Queluz. L'aile de Robillon fut élargie et rehaussée d'un étage pour l'usage de la princesse et de ses neuf enfants. Cet ajout fut détruit lors de l'incendie de 1934. Pour échapper aux forces de Napoléon Ier en 1807, la famille royale portugaise abandonna Queluz et s'enfuit pour le Brésil. Les forces d'occupation françaises prirent le contrôle du palais, et leur commandant, Jean-Andoche Junot, modifia certains des bâtiments. Au retour de la famille royale de son exil en 1821, le Roi préféra vivre à Mafra, laissant sa femme, la Reine espagnole Charlotte Joachime, occuper Queluz avec sa sœur, la Princesse Maria Francisca Benedita. Les visites du Roi à Queluz étaient irrégulières. C'est lors de l'une de ses visites que Jean VI mourut dans la chambre royale en 1826.
Charlotte Joachime, parfois décrite comme sinistre, a laissé l'image d'une princesse ambitieuse et violente. Elle aurait également été particulièrement laide et petite — sans être réellement naine. Hormis ceci, elle vécut à Queluz dans un grand style, employant un orchestre que William Beckford a décrit comme le plus excellent en Europe. La Reine avait aussi un petit théâtre privé dans les jardins, dont rien ne reste aujourd'hui. Elle est morte au palais en 1830.
Après la mort de Charlotte Joachime, Queluz ne fut plus utilisé que de façon intermittente par la famille royale et ne redevint jamais la résidence principale de la royauté portugaise. Le fils de Charlotte Joachime, le roi Michel, utilisa le palais durant les trois années qu'a duré la guerre civile lors de laquelle il se battait contre son frère le roi Pierre IV, avant d'être forcé par son frère d'abdiquer en 1834 et de partir en exil. Un an plus tard, Pierre IV mourut de la tuberculose à l'âge de 35 ans à Queluz, palais de sa naissance. La fille de Pierre Ier, Marie II, assura la régence jusqu'à sa mort en 1853 et son fils Pierre V lui succéda. Après sa mort lors de[précision nécessaire] l'épidémie de choléra de 1861, le trône passa entre les mains de son frère Louis. Depuis cette période la famille royale a vécu principalement à Lisbonne, au palais d'Ajuda reconstruit. Après l'assassinat du fils de Louis, Charles Ier, en 1908, le palais est devenu propriété de l'État. Le Portugal connaissait alors les troubles liés à la révolution et la monarchie est tombée deux ans plus tard.

## Architecture
L'architecture de Queluz est représentative de la dernière période extravagante de la culture portugaise qui suivit la découverte de l'or au Brésil en 1690. Depuis le début du XVIIIe siècle de nombreux artistes et architectes étrangers ont été employés au Portugal afin de satisfaire les besoins d'une aristocratie qui venait de s'enrichir ; ils apportaient avec eux les idées classiques de l'architecture issues de la Renaissance. Dans sa conception, Queluz représente une révolte contre le premier baroque, plus lourd et influencé par l'Italie, qui a précédé le style rococo à travers toute l'Europe.
Des comparaisons avec Versailles, bien plus grand et plus baroque, seraient hors de propos : Versailles est considéré comme possédant « une aura de majesté » et son but, lorsqu'il a été construit, était d'exposer dans le marbre « toutes les gloires de la France », tandis que le palais de Queluz, bien plus petit, a été décrit comme « exquis plus que magnifique » et ressemblerait à « un gâteau d'anniversaire très coûteux ». Dans sa légèreté, l'architecture de Queluz reflète le style de vie que menait la famille royale portugaise au moment de la construction, c'est-à-dire au cours du règne du frère de Dom Pedro, Joseph Ier, lorsque le Portugal était en fait gouverné par un valido (ou favori), le marquis de Pombal. Ce dernier encourageait la famille royale à passer son temps à la campagne et à lui abandonner les affaires de l'État. Ainsi l'architecture extravagante, presque étrange du Palais de Queluz, séparé de la capitale, représente exactement la politique et les événements sociaux dans le Portugal de cette période et les vies insouciantes menées par ses occupants. Cependant, le rôle de Queluz comme refuge pour ceux sans responsabilité devait être d'une durée limitée.
L'architecte, Mateus Vicente de Oliveira, avait été formé par Ludovice et Jean-Baptiste Robillon lors de la construction du palais royal et du couvent de Mafra. Le palais classique, plus sombre et massif, de Mafra ne semble pas avoir influencé la conception du Queluz, qui possède un style plus léger et spacieux. les travaux commencèrent en 1747 et continuèrent rapidement jusqu'en 1755, quand ils ont été interrompus par le tremblement de terre de 1755, après lequel les travailleurs ont été réquisitionnés pour la reconstruction urgente de la ville. Le séisme aurait joué le rôle d'un catalyseur car le processus de reconstruction de la ville stimula le développement des arts au Portugal. Ainsi l'architecture du Queluz fut par la suite influencée par les nouvelles idées et les nouveaux concepts. Quand les travaux reprirent en 1758, l'ensemble fut adapté par crainte d'un autre séisme. Par conséquent, les constructions suivant le tremblement de terre prennent la forme de bâtiments longs et bas qui sont structurellement plus stables qu'un haut bâtiment : ainsi, vu à une certaine distance, le palais ressemble à une longue enfilade de bâtiments liés par de hauts pavillons plutôt qu'à un seul ensemble.

## Le palais

### Extérieur

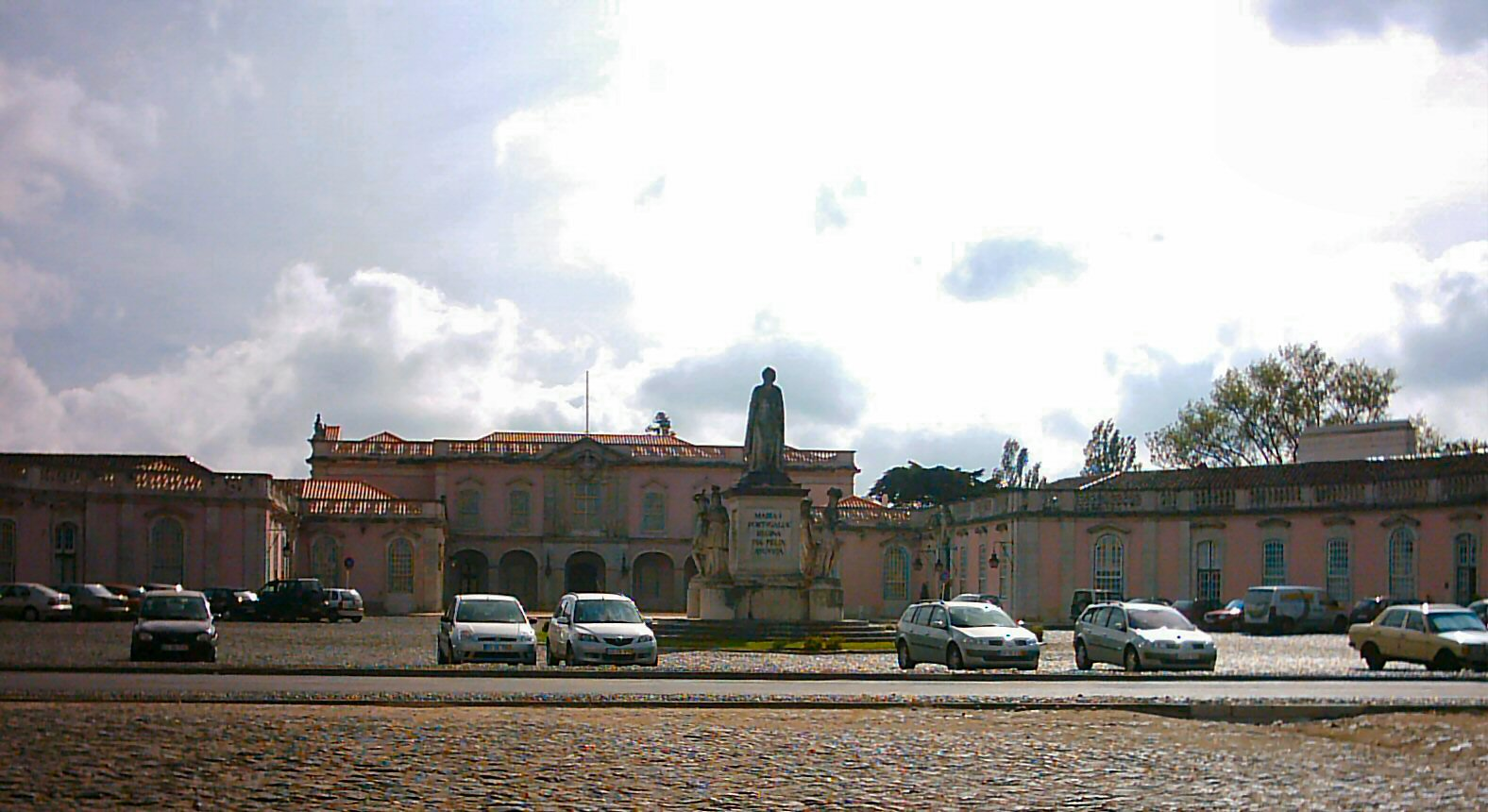
La cour d'honneur.

La façade du palais donne sur une place et prend la forme de deux ailes basses et symétriques qui s'étendent jusqu'à un petit corps de logis central, formant ainsi une cour d'honneur semi-circulaire. L'aile la plus au sud se termine par la chapelle au clocher à bulbe, tandis que l'aile nord contient les cuisines et les pièces réservées aux domestiques. La seule décoration provient des frontons classiques au-dessus des fenêtres.
Oliveira fut responsable du caractère cérémonial du « corps de logis », le bloc rectangulaire qui forme le cœur du palais, et certaines des cours intérieures. Son ancien tuteur, le français Jean-Baptiste Robillon, s'occupait des jardins, certains bâtiments, et l'intérieur rococo. Il était assisté par Jean-Baptiste Pillement et d'autres artistes français et portugais. La « façade cérémoniale » est la vue la plus connue du palais. Avec ses dimensions classiques, elle est décorée par l'emploi de travertin et des cartouches délicatement taillées sur les fenêtres. Il a été décrit comme « un exemple harmonieux de baroque portugais ». Cette façade, avec son unique étage, et les ailes qui lui sont accolées, forment une cour à trois côtés contenant le « jardin suspendu » - ainsi appelé en référence aux jardins suspendus de Babylone puisqu'il se trouve sur une terrasse surélevée.
La seconde partie la plus importante du palais est la grande aile ouest, appelée l'aile Robillon ou le pavillon Robillon, qui présente mieux que toutes les autres les excès de l'architecture rococo et baroque. Achevée en 1779, des colonnades doriques longent ses façades ouest et sud, dont la partie supérieure est un balcon accessible depuis l'étage supérieur. Du fait de la topographie du site, la partie est semble être un immeuble d'un étage, dont seul l'étage supérieur est visible au-dessus du sol dans le « jardin suspendu ». La balustrade sur le toit de l'aile Robillon est brisée par de lourds frontons ornés de statues allongées ; la balustrade elle-même est ornée de flambeaux, de statues et de lourds trophées armoriaux.
L'aile Robillon contient une entrée à laquelle on accède par une série de marches. Leur conception crée l'illusion d'une perspective plus longue et plus haute, centrée sur le coin d'une terrasse à cause des exigences du site. Les marches sont ornées de statues complexes. Les baies de la façade sont faites de stuc rosé qui contraste avec les motifs et les pilastres en pierre naturelle.
En 1760, Pombal organisa le mariage de Dom Pedro et de la fille du roi, Marie, l'héritière du trône. Pombal les encouragea à vivre avec leurs enfants dans le palais de Queluz, alors en cours de construction, loin du siège du gouvernement. Ce fut le lieu de résidence favori du couple et leur résidence principale avant l'accession au trône de Marie. Des agrandissements ont été réalisés afin de refléter le passage d'une résidence de campagne à un palais royal. Toutefois, lors de son accession au trône, Marie écarta Pombal et, en tant que monarque dirigeante, elle n'avait pas le temps de se rendre dans cette résidence. Dom Pedro s'impliquait peu dans les affaires de l'État, préférant consacrer son temps à la religion.
À la mort de Dom Pedro en 1786, tous les travaux intérieurs étaient achevés. Durant cette période, la santé mentale de la nouvelle veuve s'était détériorée, et dès 1794, elle et sa cour résidèrent de façon officielle et permanente à Queluz. Là, la reine devenue folle, pourrait être cachée de la vue de ses sujets. Son fils aîné, qui deviendra le roi Jean VI, fut nommé régent et dirigea l'État depuis Lisbonne et le palais de Mafra.
En 2004, le Fonds mondial pour les monuments entama un programme pour restaurer les sculptures du britannique John Cheere de même que d'autres éléments du jardin.

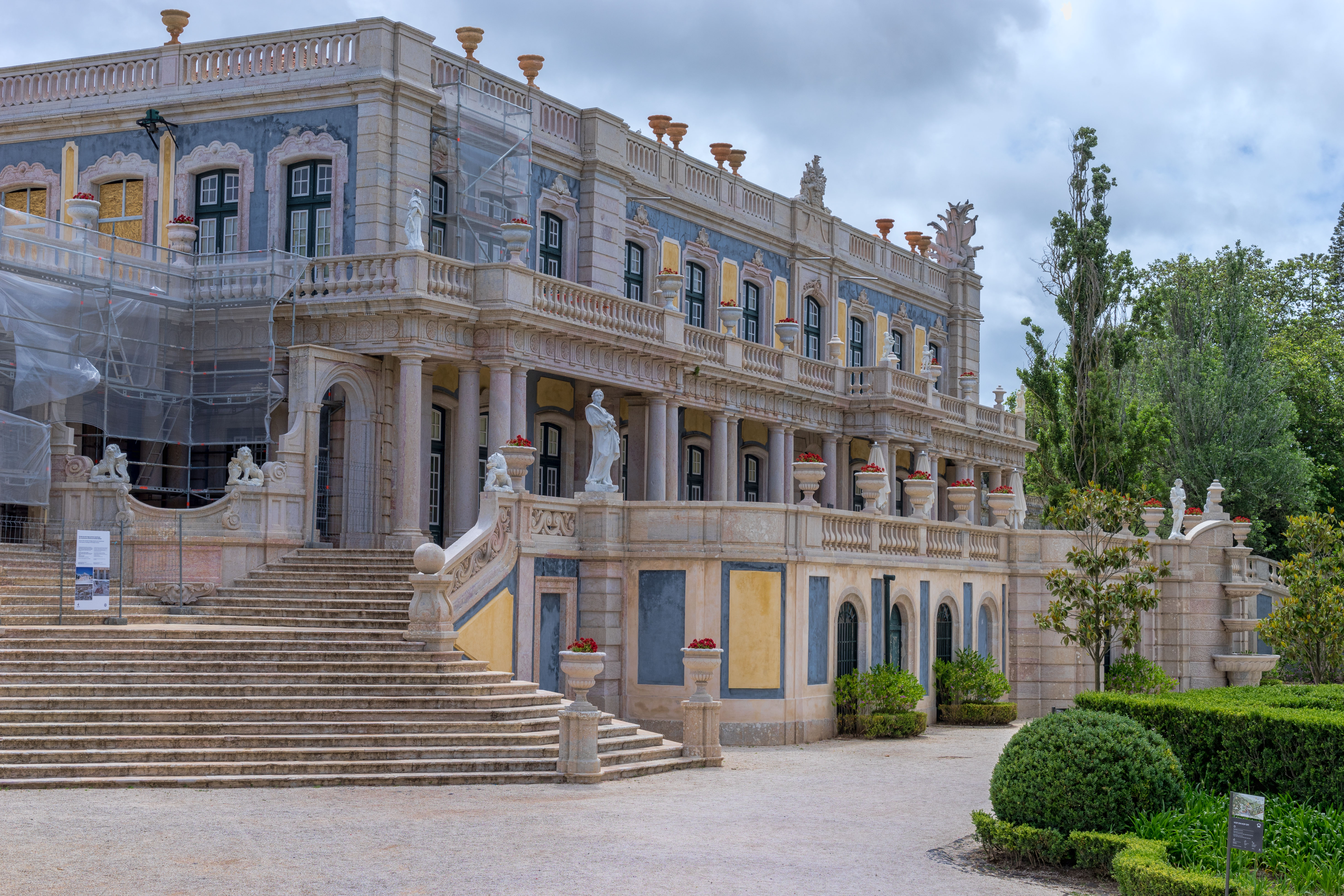
L'entrée Robillon.
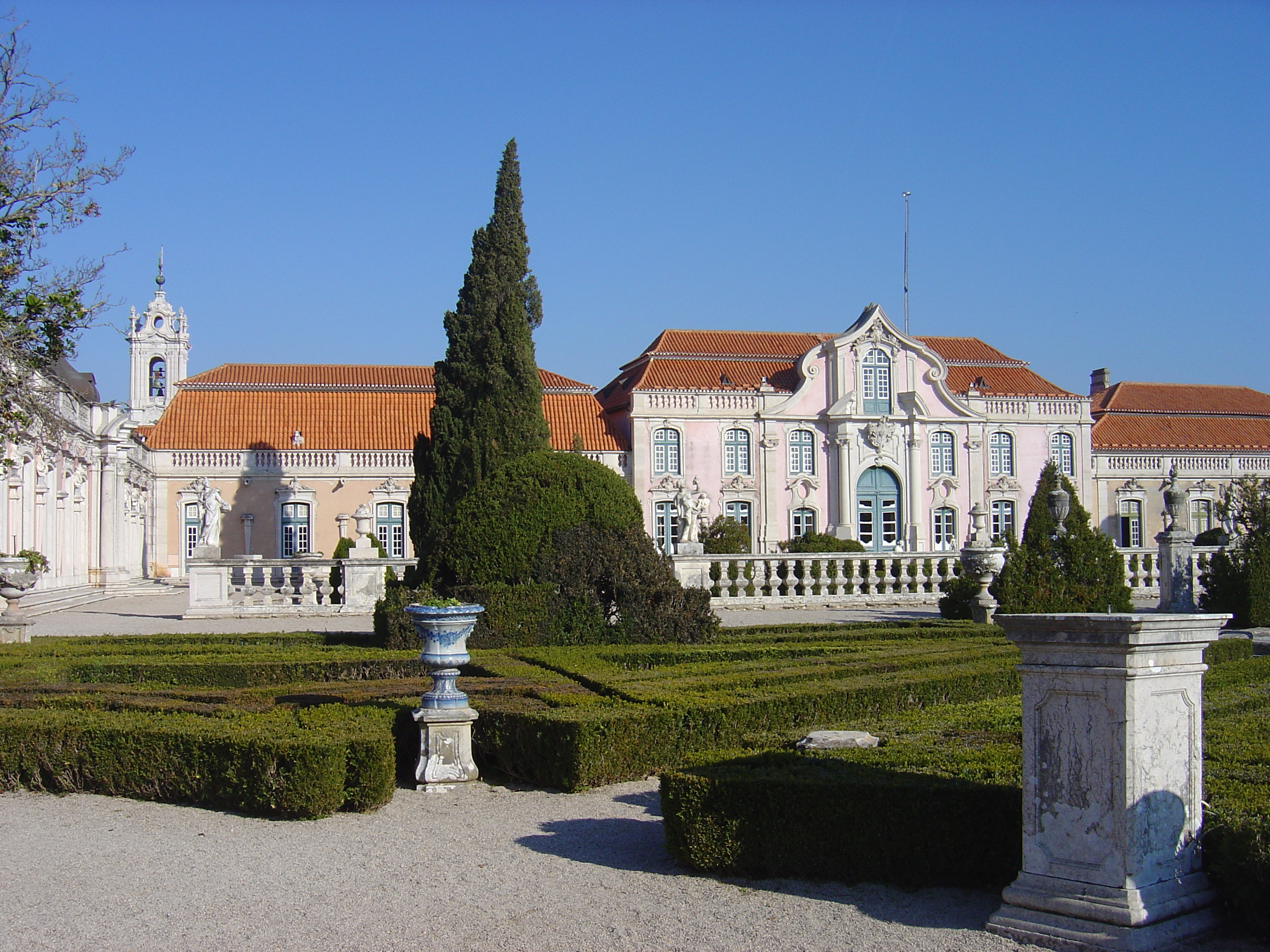
La façade de l'aile de la salle de bal, d'un architecte inconnu, rappelle Borromini[16].
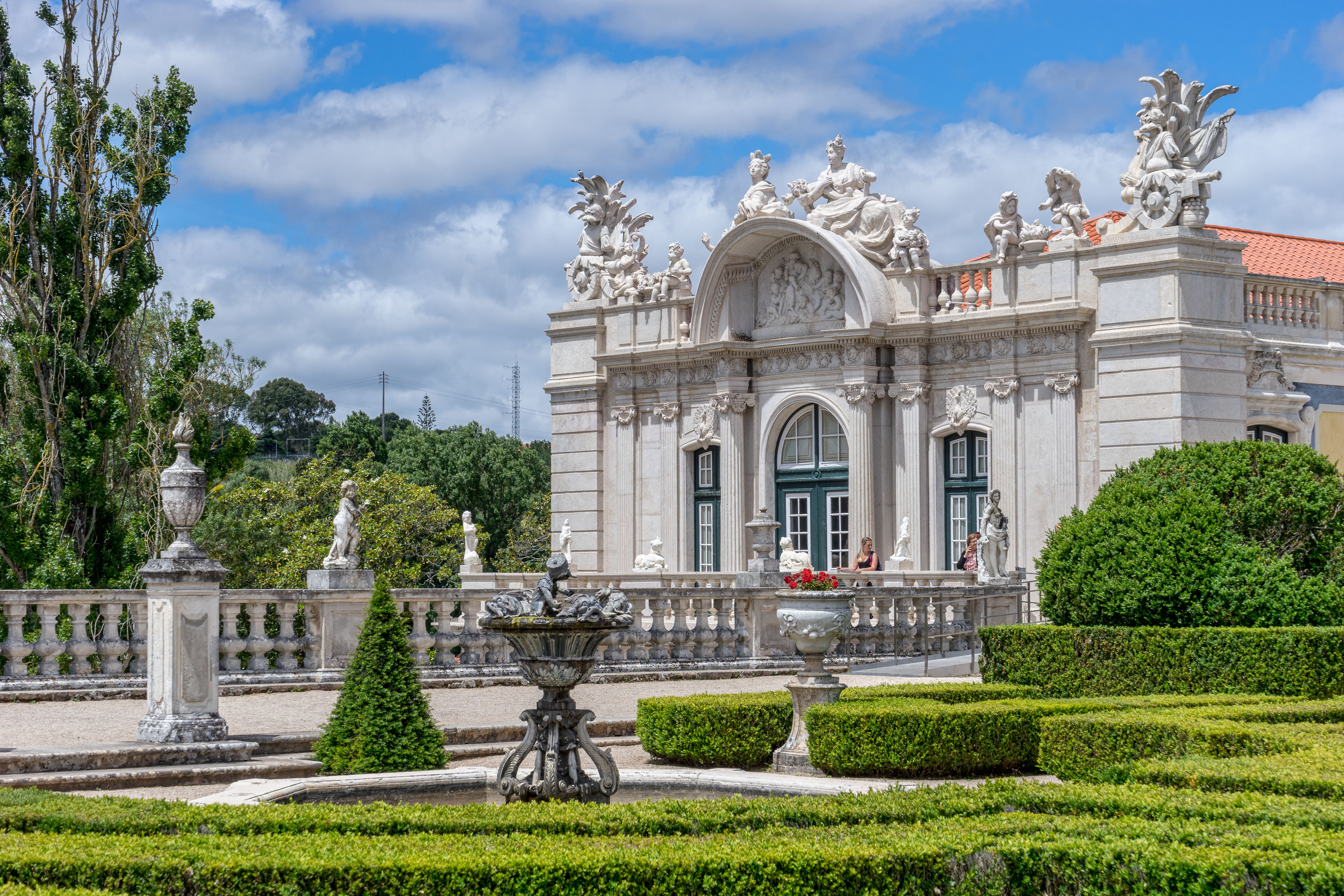
Le côté sud de l'aile Robillon. L'extravagance du baroque contraste avec la simplicité des colonnades doriques.

### Intérieur

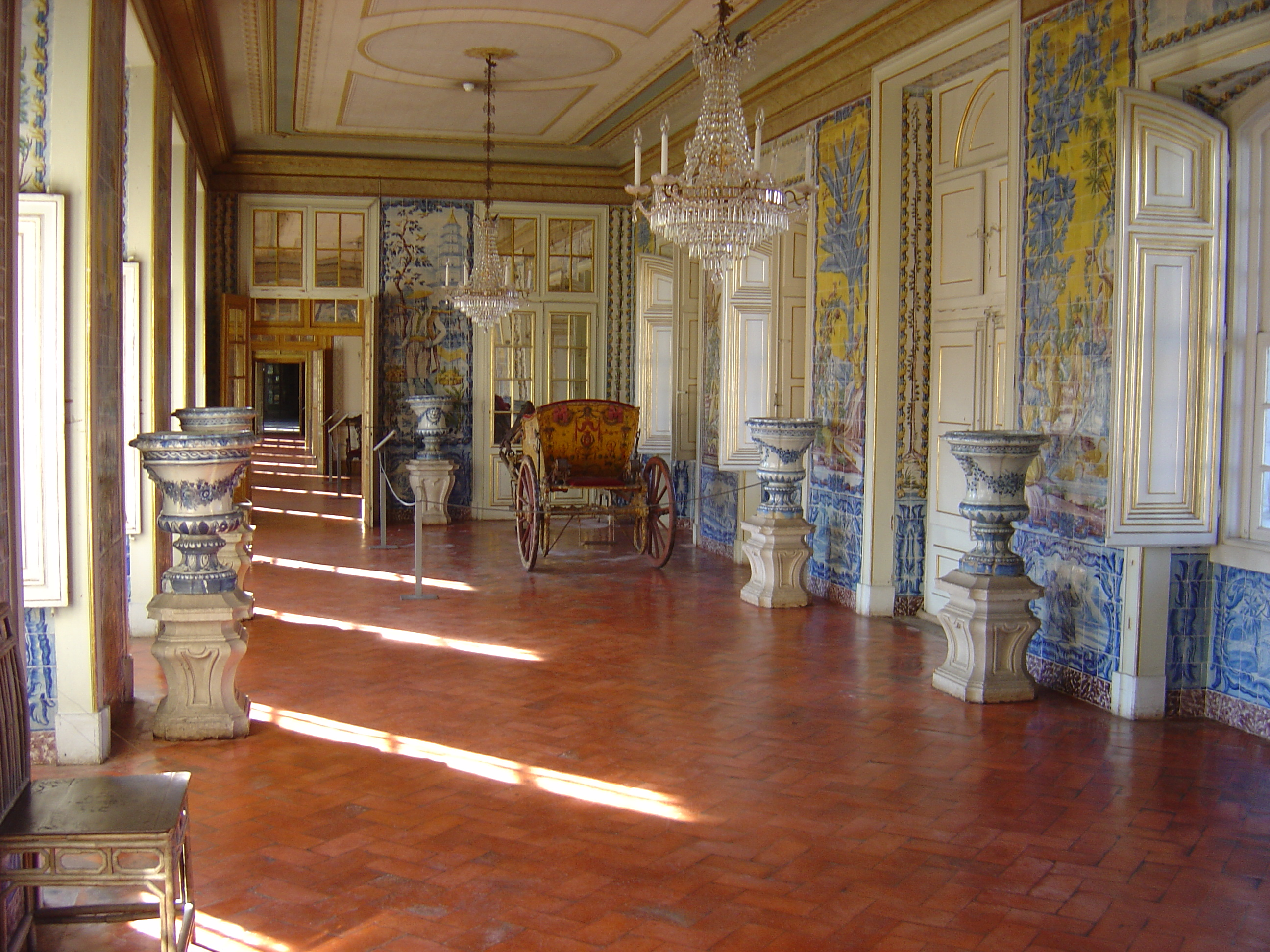
La Sala de Mangas dont les panneaux illustrent la richesse des colonies portugaises.

L'intérieur du palais ne reçoit pas moins d'attention aux détails que l'extérieur. Des artisans français ont été employés pour décorer les chambres, dont beaucoup sont petites, dont les murs et les plafonds étaient peints pour représenter des scènes allégoriques et historiques. Des briques rouges polies ont fréquemment été utilisées pour les sols, tant pour donner une apparence rustique que pour maintenir la fraicheur dans le palais.
Les hauts pavillons qui lient plusieurs ailes de plus petites tailles autorisent l'existence de longues chambres au plafond bas suivis de hautes chambres plus lumineuses. Parmi les caractéristiques prédominantes des intérieurs se trouvent les azulejos dont le polychrome vitré des tuiles, souvent dans un style chinoiserie avec des tons bleus et jaunes, contraste avec les tons de rouges.
Les matériaux utilisés pour l'intérieur incluent des pierres apportées de Gènes et du bois venu du Brésil, du Danemark et de Suède, tandis que le marbre a été importé d'Italie. Beaucoup des chambres du palais ont été sévèrement endommagées par le feu de 1934.

#### Les salles de réception

##### Sala das Mangas
La Sala das Mangas (la seule des salles de réception qui survécut à l'incendie de 1934) est une longue galerie ou sont alignés des panneaux muraux carrelés. La galerie donne sur une enfilade de salles de réception dont toutes ont été entièrement restaurées après l'incendie.
Celles-ci consistent en trois grands halls : le hall des Ambassadeurs, la salle de musique et la salle de bal. Parmi les autres pièces, plus petites, se trouve l'armurerie (où les parties de chasse étaient organisées) qui est un salon peint de fresques représentant des arbres et des feuillages de Jean Pillement.

##### La salle de musique

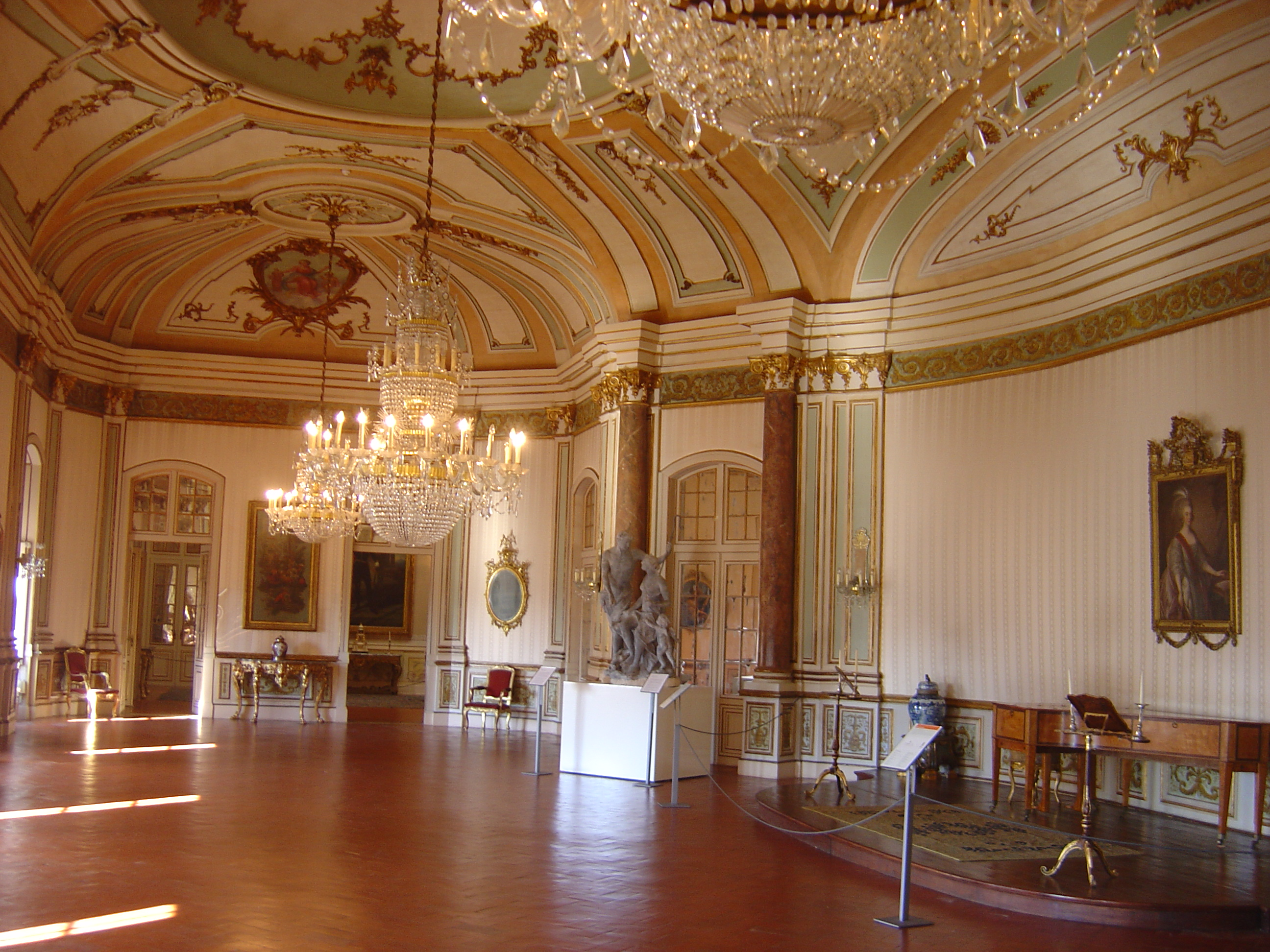
La salle de musique.

La salle de musique, qui suit la Sala dos Embaixadores, est décorée avec du bois doré et peint. Elle a été repensée en 1768. Le plafond, avec ses cartouches, est notable pour l'arrangement complexe des nervures, semblable à celui du vestibule du palais de Caserte.
La salle de musique est décorée dans un style plus néoclassique que celui des autres salles de réception qui reflètent les modifications faites dans la période suivant le baroque rococo, dans la seconde moitié du XVIIIe siècle. Cette pièce accueillait les grands concerts pour lesquels le palais était connu.
Elle contient toujours le grand piano de style Empire décoré d'appliques dorées. Au-dessus du piano se trouve un portrait de Marie Ire. Comme beaucoup d'autres salles du palais, celle-ci est éclairée par un grand chandelier en cristal.

##### La salle de bal

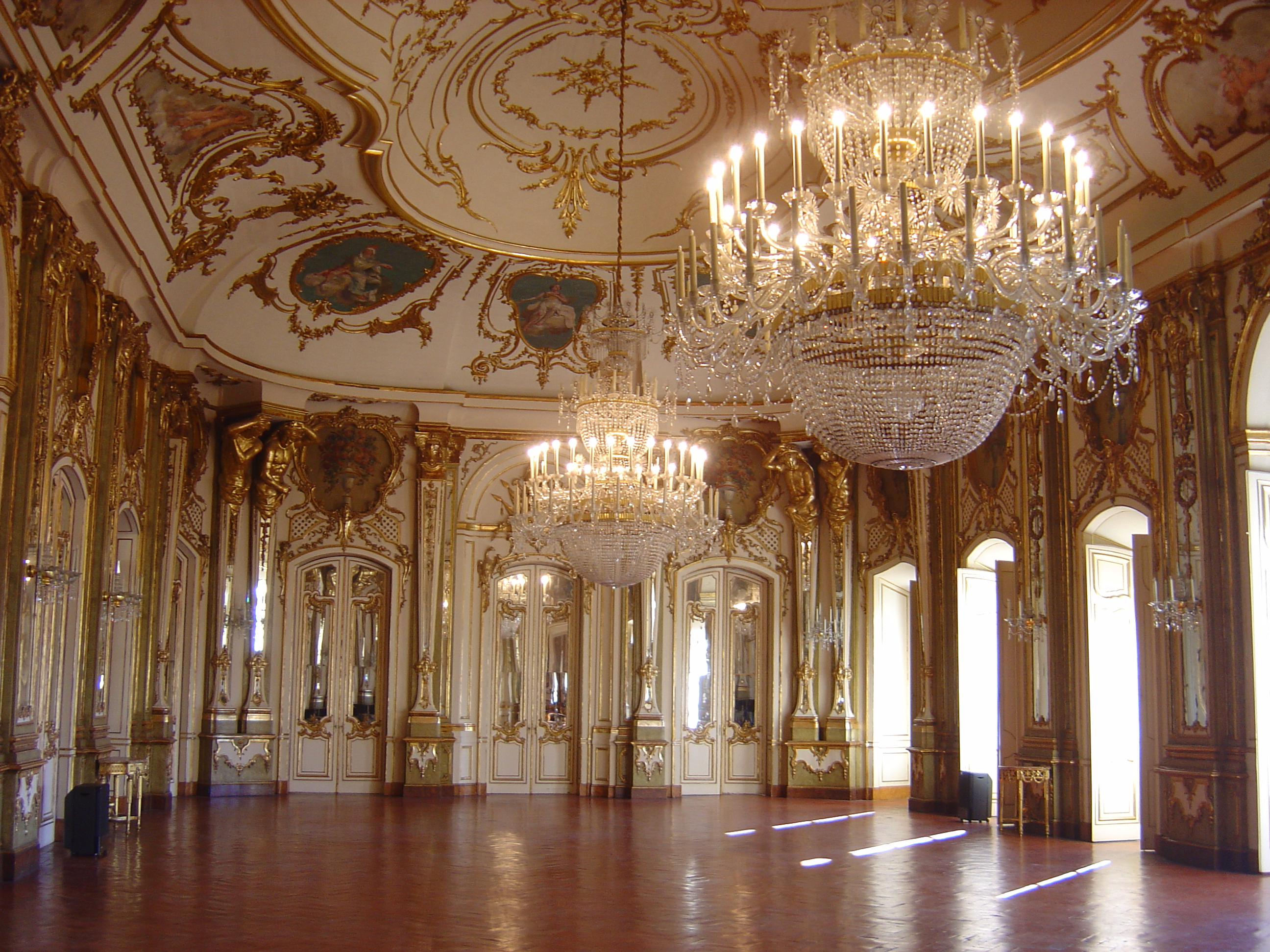
La salle de bal.

La salle de bal, la dernière des trois plus grandes chambres du palais, a été dessinée par Robillon en 1760. Pour créer cette pièce ovale, l'architecte a réuni cinq pièces plus petites.
L'ornement rococo en or moulu prend la forme d'importantes dorures aux murs et au plafond. Celui-ci est d'une telle richesse qu'il a été comparé à l'Amalienburg de François de Cuvilliés au château de Nymphembourg. Les murs et les portes sont ornés de miroirs, le plafond peint est doré et soutenu par des cariatides dorée.

##### Sala dos Embaixadores

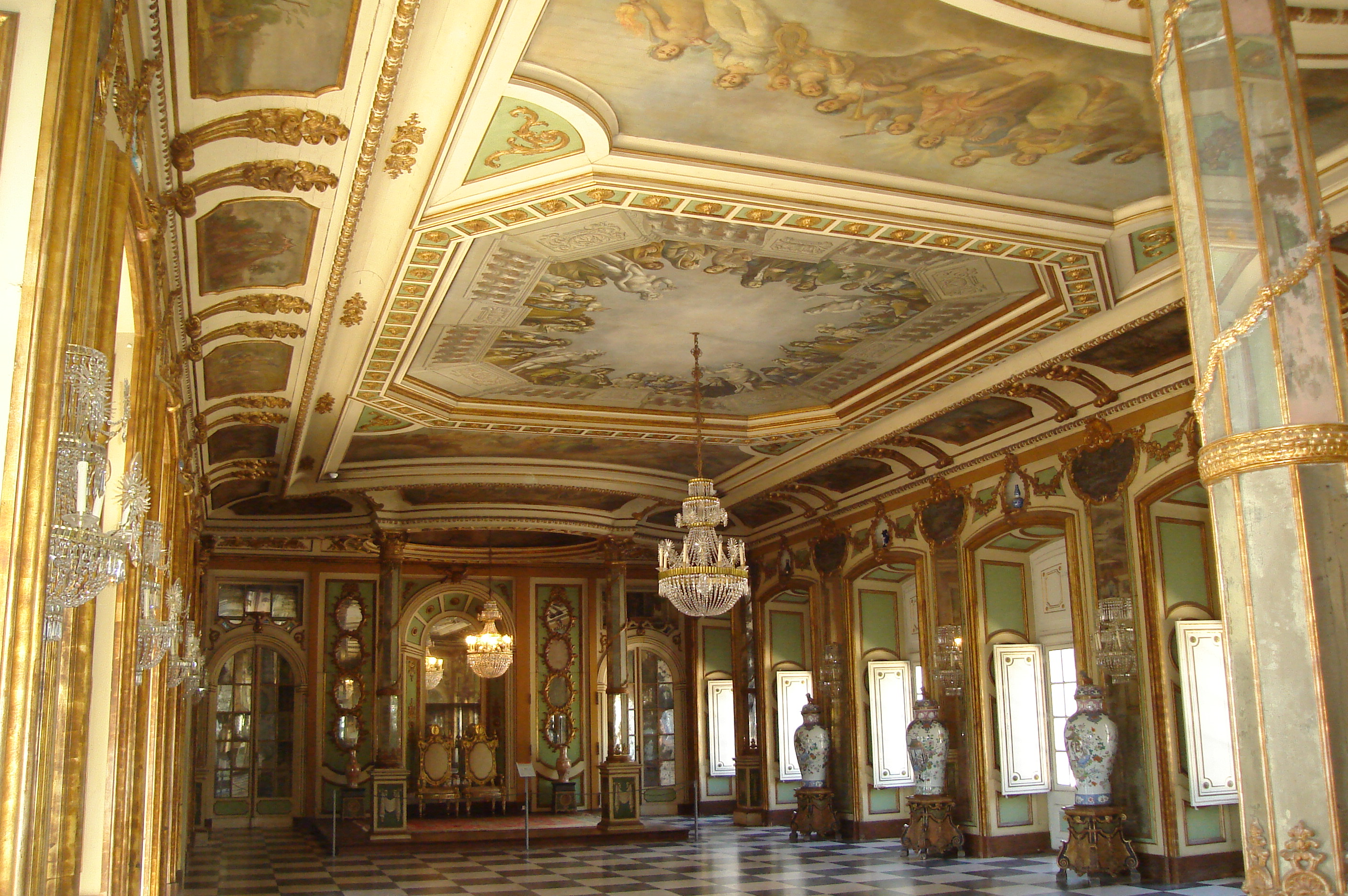
Le hall des Ambassadeurs

Le hall des Ambassadeurs, en portugais Sala dos Embaixadores, parfois appelé la salle du trône ou encore le hall des Miroirs, a été dessiné par Robillon en 1757. C'est l'une des plus grandes salles de réception du palais.
Cette longue et basse pièce a un plafond peint par Francisco de Melo qui représente la famille royale portugaise lors d'un concert sous le règne de la reine Marie Ire. La pièce est extrêmement large et lumineuse, occupant toute la largeur du palais, avec de grandes fenêtres des deux côtés. Entre chaque fenêtre se trouve une console dorée semi-circulaire et au-dessus de chacune se trouvent des glaces ornées de candélabres de cristal. Le trône, mis dans une abside, se trouve entre des colonnes portant miroirs et dorures. Le sol est fait d'un damier de carreaux de marbre blancs et noirs.

##### La chapelle

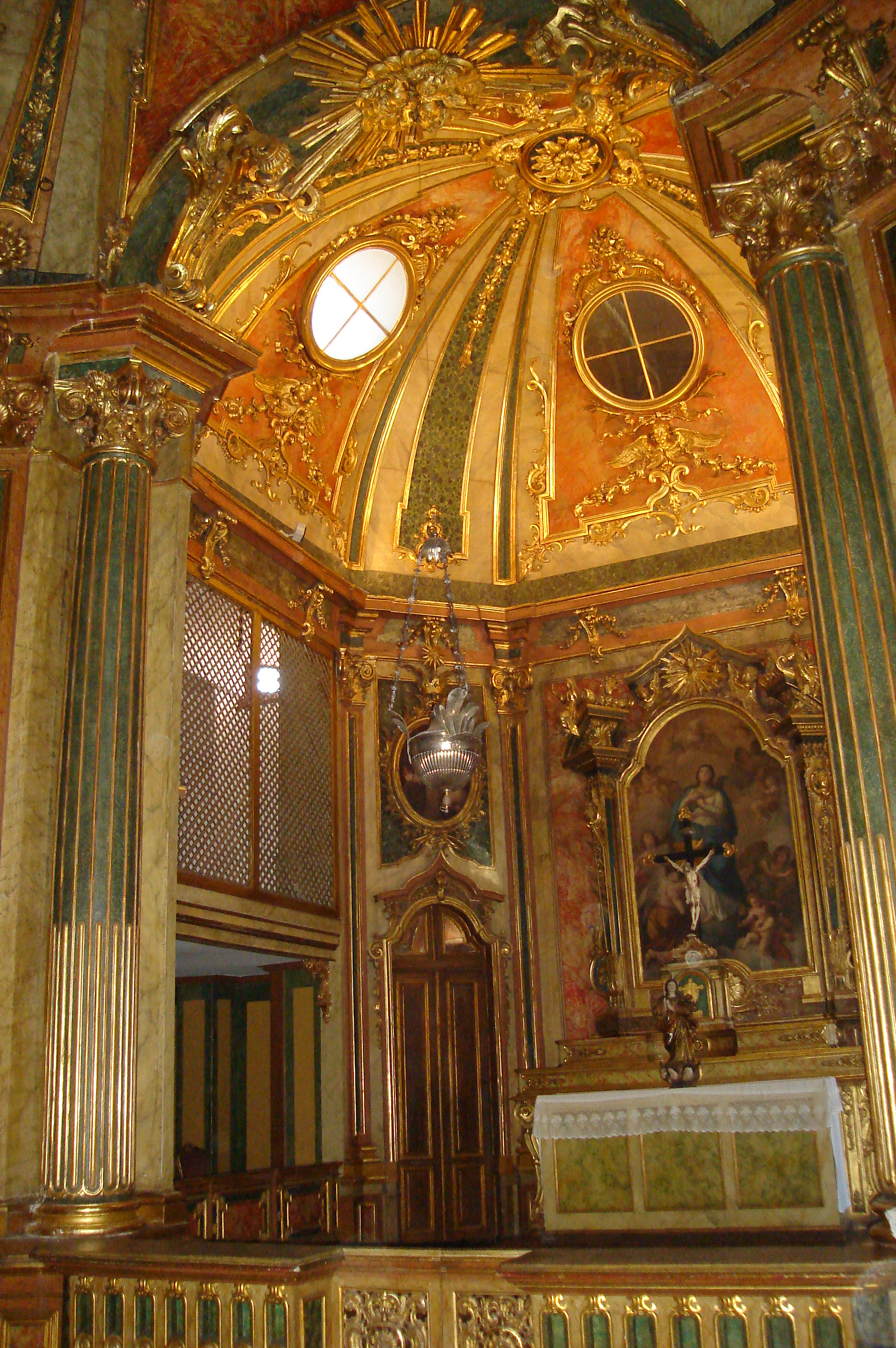
La voute au-dessus de l'autel dans la chapelle.

Lorsque le palais était occupé par Dom Pedro et Marie Ire, la chapelle était au centre de l'activité quotidienne de la cour. Ce n'est donc pas une coïncidence si la chapelle fut la première partie du palais à être achevée. Elle a été consacrée dès 1752. La religion était l'un des centres d'intérêt favoris de Dom Pedro. Durant le règne de sa femme, il s'occupa du spirituel tandis qu'elle s'occupa du temporel. L'intérêt de la reine pour la religion était aussi important que celui de son mari - le couple assistait plusieurs fois par jour à la messe.
Après la mort de Dom Pedro, la reine abandonna toutes les festivités au palais et les réceptions de l'État prirent l'aspect de cérémonies religieuses. Finalement l'instabilité de la reine et sa manie religieuse dégénérèrent en folie. Queluz et sa chapelle devinrent alors son lieu de retraite permanente du monde jusqu'à ce qu'elle soit contrainte à fuir au Brésil par l'avancée des troupes françaises en 1807. Elle y est morte, à Rio de Janeiro en 1816.
La chapelle, sous son clocher à bulbe, est sombre et possède un style « caverneux ». Elle est décorée de bois taillé et doré dont les détails sont mis en évidence par le rouge, le vert, le bleu et le rose, par le sculpteur portugais Silvestre Faria Lobo. Le niveau supérieur possède des galeries à l'usage des personnalités royales qui s'asseyaient à part.
Une de ces galeries contient un petit orgue de style rococo. Parmi les caractéristiques de la chapelle se distinguent des fonts baptismaux portatifs ornés, dont la vasque de marbre repose dans un encadrement rococo complexe surmonté d'une couverture en bois taillée.

#### Les appartements privés

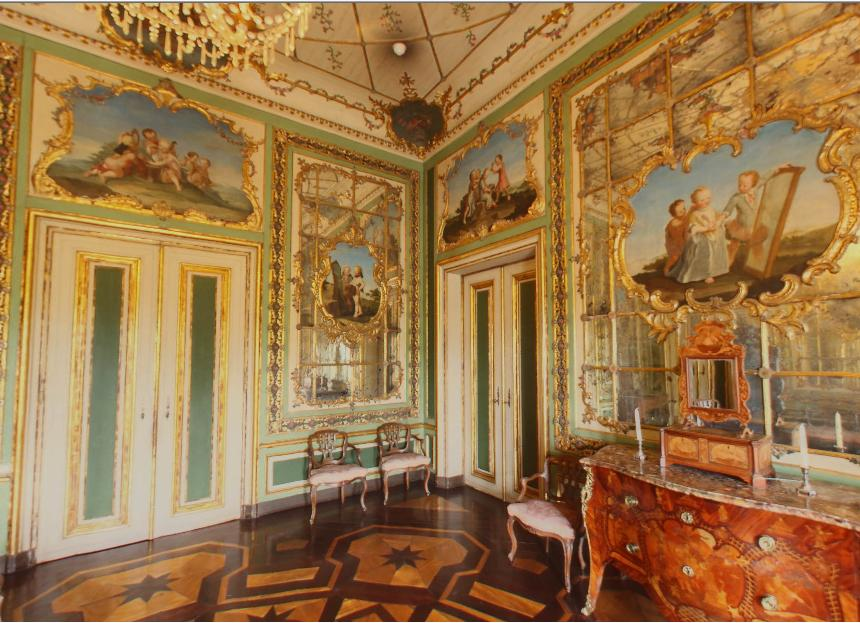
Boudoir de la Reine. Le dessin sur la marqueterie correspond aux motifs de grillages sur le plafond de la pièce.

Les appartements privés du palais sont plus petits et plus intimes que les salles de réception et contiennent des souvenirs royaux ainsi que divers bibelots qui appartenaient aux anciens occupants des chambres. Parmi les plus remarquables se trouvent la Sala das Merendas, le boudoir de la Reine et la chambre du Roi.

##### Sala das Merendas
Il s'agit de la salle à manger privée de la famille royale. La décoration est proche de celle utilisée dans les pièces publiques avec des panneaux présentant des scènes de poésie pastorale. Ces panneaux, comme d'autres dans le palais, ont été réalisés par João Valentim et José Conrado Rosa.

##### Boudoir de la Reine
Il s'agissait d'une des pièces privées utilisées par Marie Ire lorsqu'elle était à Queluz. Elle a la forme d'un boudoir, avec un motif en grillage sur le plafond qui se reflète dans le dessin sur le sol marqueté, donnant l'impression d'être dans une pergola plutôt qu'à l'intérieur.
Le sol marqueté des pièces privées, plus intimes, les distingue des grandes pièces publiques où les éléments délicats auraient été endommagés par un usage fréquent. Les murs sont lourdement décorés de miroirs et de bas-reliefs de José Conrado Rosa. Près du boudoir se trouve la chambre de la Reine ; elle était si « aérée » et lumineuse que les cris de la Reine, alors atteinte de démence, ont été entendus par William Beckford, qui visita le palais en 1794.

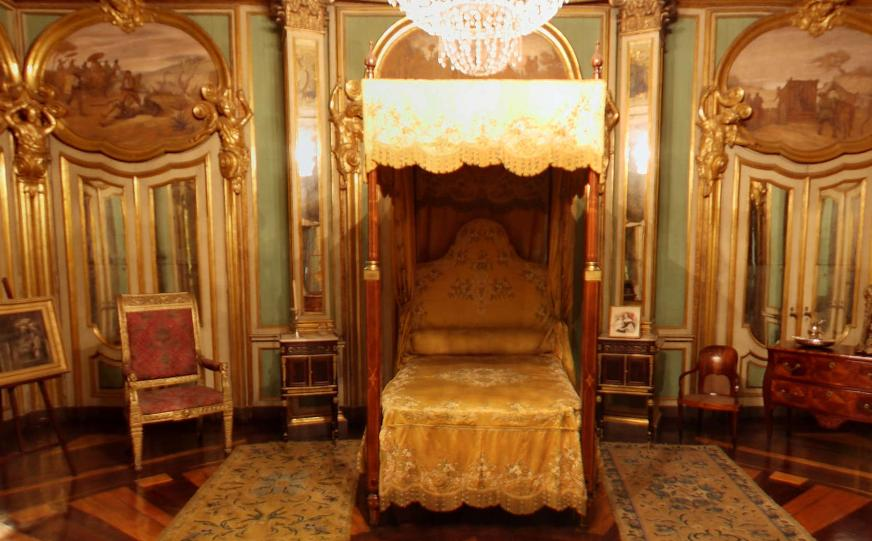
Chambre du Roi. Les murs sont décorés par des scènes issues de Don Quichote.

##### Chambre du Roi
La chambre du roi a été décrite comme l'une des pièces les plus « fantastiques » du palais. De forme carrée, elle donne l'illusion d'être circulaire, avec un plafond en forme de dôme, soutenu par des colonnes portant des miroirs. Entre les colonnes se trouvent des cartouches dans lesquels sont peintes des scènes tirées de Don Quichote.
Jean VI est mort dans cette chambre en 1826. La chambre contient un large buste du roi présentant ses « mâchoires pendantes et son visage peu attrayant ».

## Jardins
Queluz est connu pour ses jardins, qui incluent un parterre topiaire fait à la manière de Le Nôtre à l'arrière du palais. L'influence flamande, y compris pour les canaux, dans le jardin vient du travail du jardinier hollandais Gerald van der Kolk, qui a aidé Robillon dès 1760. Les terrasses et les chemins présentent des statues et des fontaines. La caractéristique dominante du parterre principal est le « Portico dos Cavalinhos », un temple de jardin entre deux statues équestres allégoriques dépeignant des Famas et deux sphinx parés de manière surréaliste de costumes du XVIIIe siècle, combinant le formel et le fantastique. Ce thème surréaliste perdure ailleurs dans le jardin où des motifs tels l'enlèvement des Sabines et la mort d'Abel côtoient des statues d'ânes habillés avec des vêtements humains. Plus loin dans le jardin se trouve une grotte accompagnée d'une cascade. Devenue plus tard une caractéristique populaire des jardins portugais, la cascade de Queluz fut la première chute d'eau artificielle à être construite près de Lisbonne.
Une promenade de magnolias se trouve à l'approche de l'aile classique Robillon du palais, tandis que depuis celle-ci deux escaliers mènent au canal. De plus de 100 mètres de long, les murs du canal sont décorés de panneaux carrelés représentant des paysages marins et des scènes proches. C'est le plus grand des canaux du jardin bordé avec des carrelages azulejos dans un style de chinoiserie. Alimentés par un cours d'eau, les canaux ouvrent leurs portes en mai. Au XVIIIe siècle, les canaux étaient le cadre d'organisation de fêtes champêtres pendant lesquelles des bateaux naviguaient dans des cortèges avec, à bord, des personnages dans des costumes allégoriques.
Les jardins contiennent aussi une fontaine avec des tritons et des dauphins qui ont été attribués au Bernin. D'autres fontaines et statues se trouvent dans les jardins inférieurs, dans de grandes haies d'if, de cyprès, de magnolias et de mûriers plantés par le Jean-Andoche Junot durant l'occupation française lors des guerres napoléoniennes.

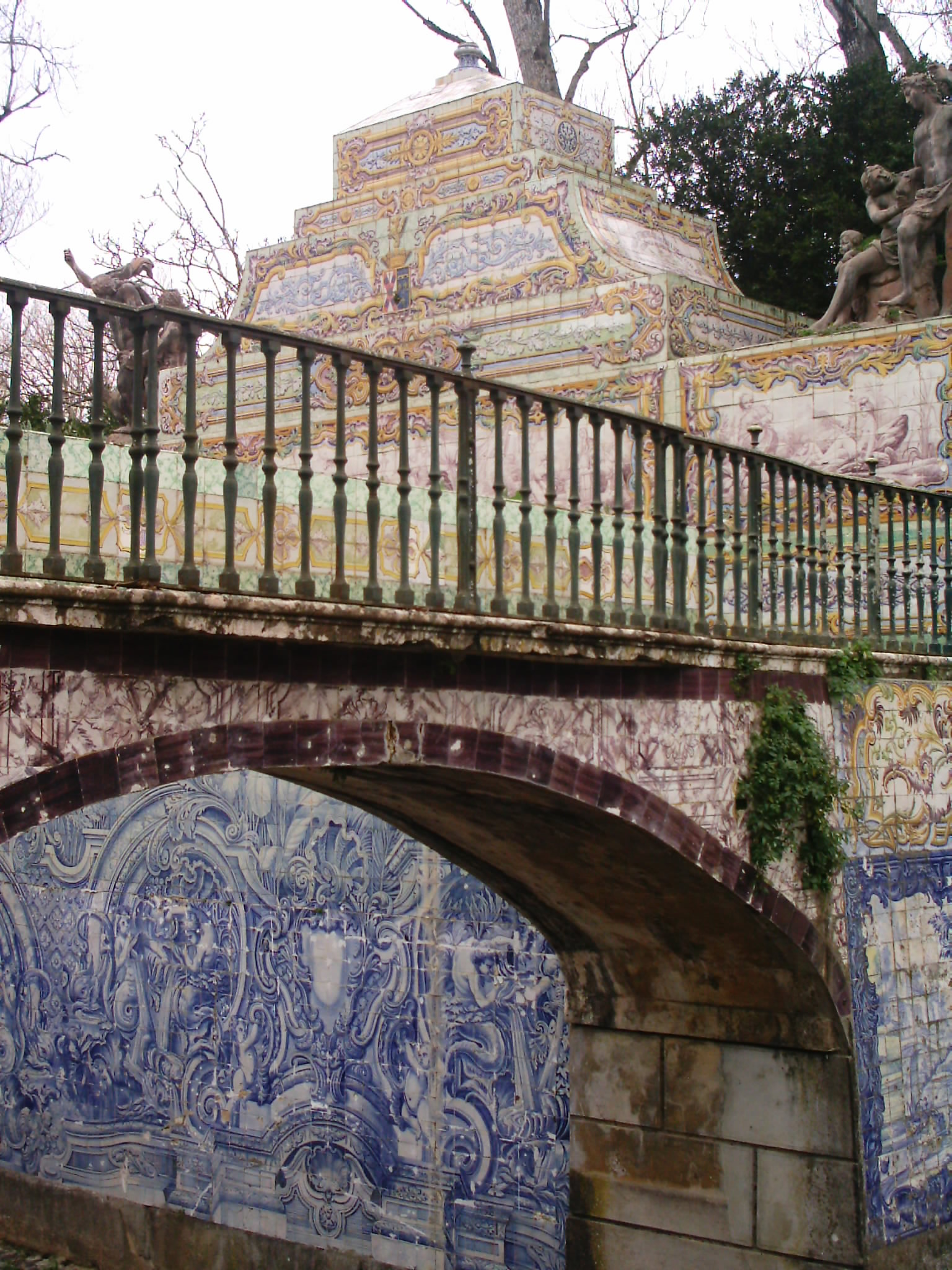
Azulejos sur les murs d'un canal dans le jardin[23].
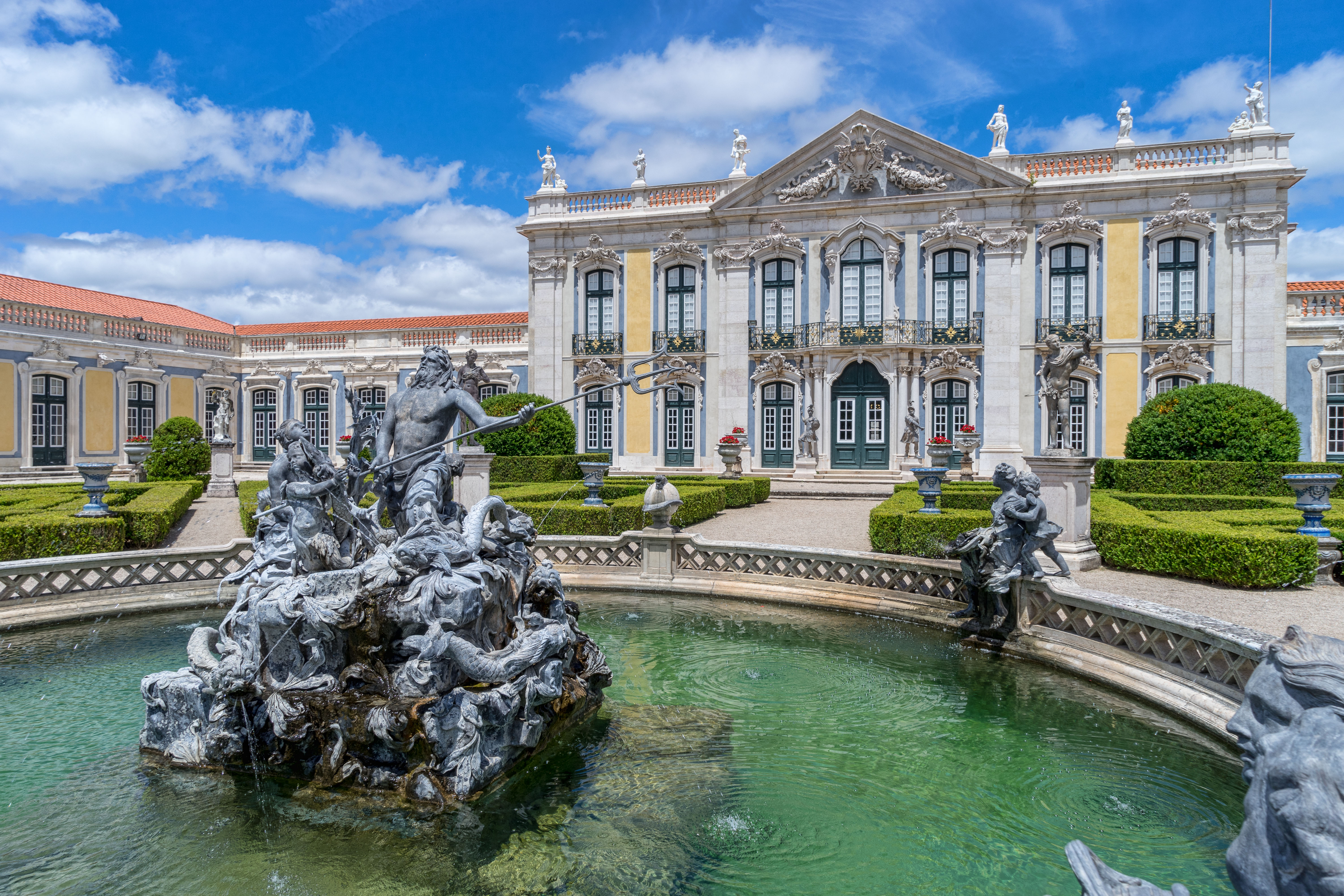
Fontaine avec des tritons et des dauphins.
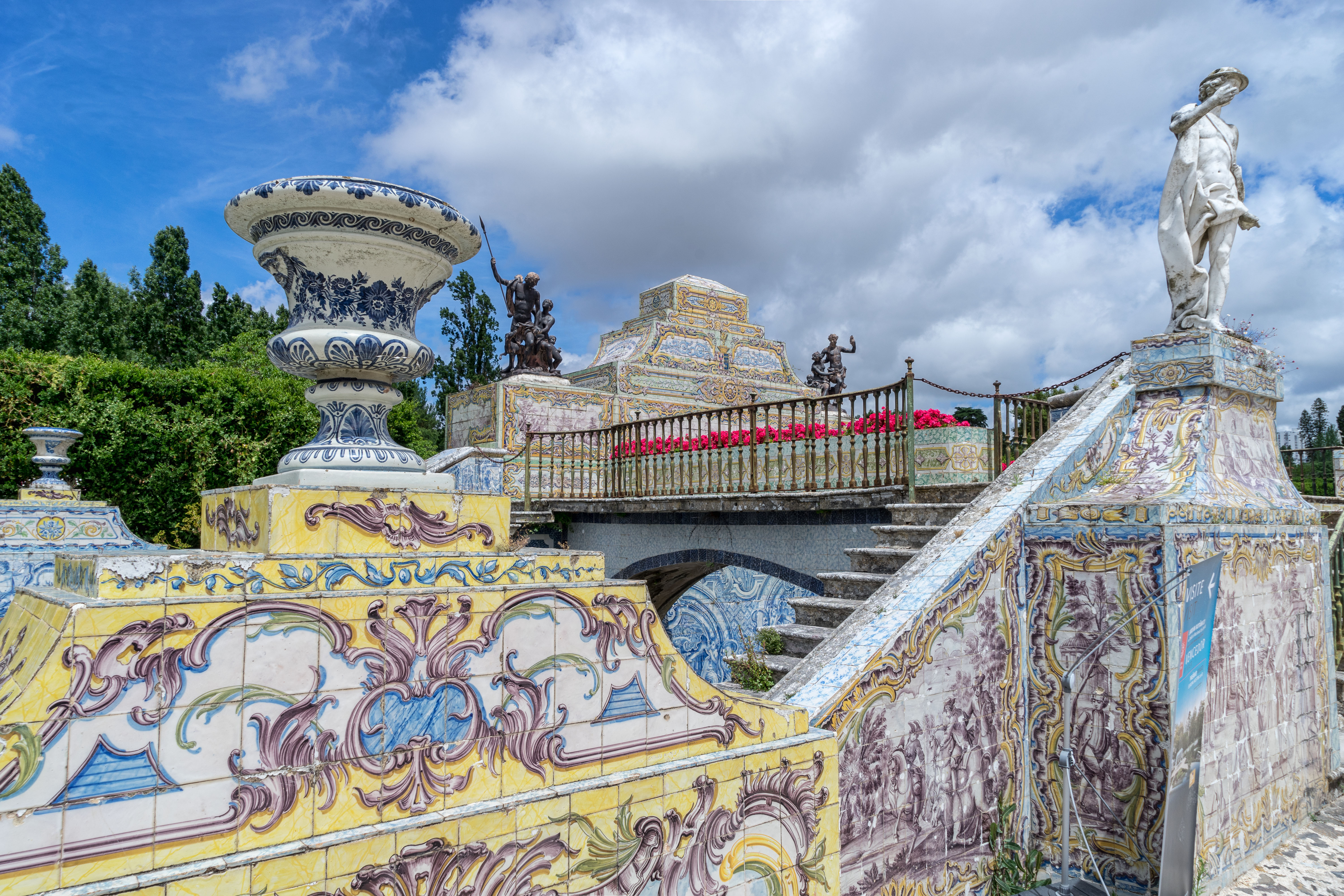
Escaliers menant au canal.
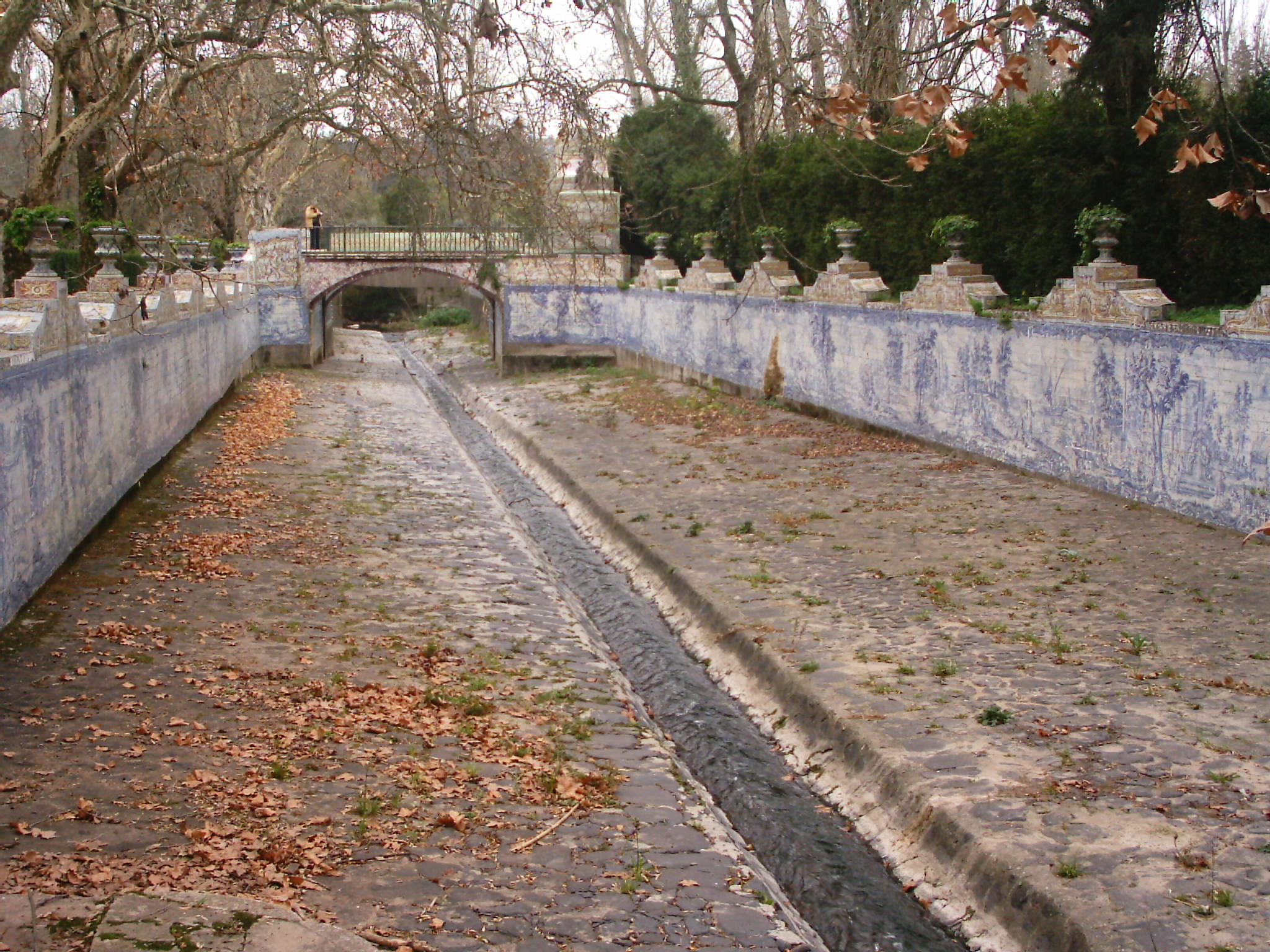
Les murs du canal.

## Monument national de Queluz

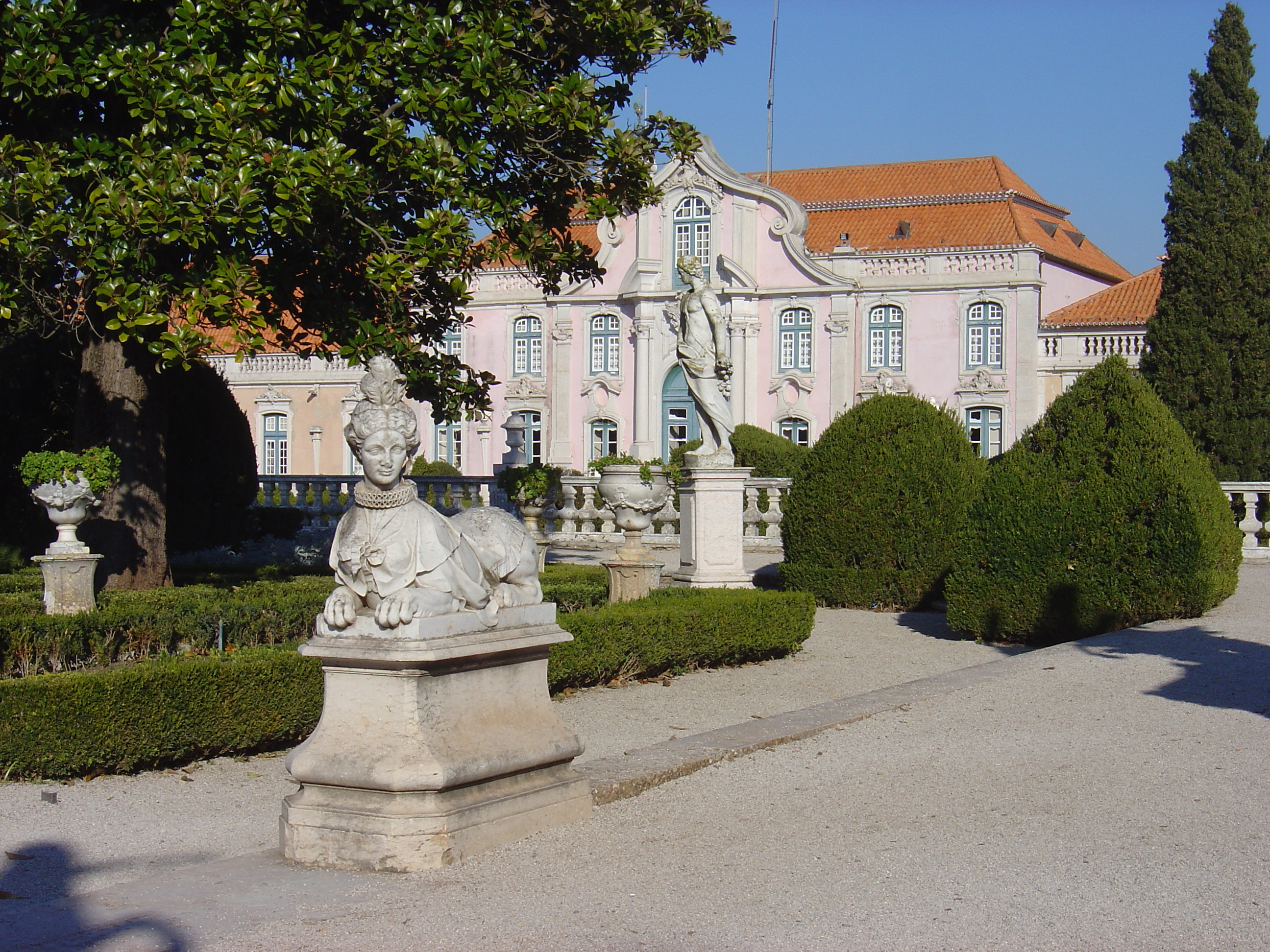
Un des sphinx habillé dans des costumes du XVIIIe siècle.

Au XXIe siècle, les jardins du palais, autrefois une oasis irriguée au cœur de terres cultivées desséchées, sont limitées par l'autoroute « Radial de Sintra » qui assure le trafic vers Lisbonne et au-delà de Sintra. Cependant, le transport et le tourisme ont été salutaires pour le palais. Depuis 1940, il a été ouvert au public comme musée. Il accueille beaucoup d'anciennes collections royales, y compris des meubles, des tapis d'Arraiolos, des peintures et des céramiques et porcelaines chinoises et européennes.
En 1957, le  « Dona Maria Pavilion » dans l'aile ouest du palais a été transformé en résidence d'accueil des chefs d'État étrangers en visite. Les pièces principales du palais ne sont plus seulement des musées mais les lieux d'organisation d'événements officiels.
La place qui se trouve devant le palais, "Largo do Palácio de Queluz", est restée relativement peu altérée depuis le XVIIIe siècle. Les grandes maisons, dont les maisons des courtisans et les anciens quartiers de la garde royale, avec son campanile, sont toujours groupées autour du palais. La ville de Queluz s'est considérablement étendue pour devenir une des banlieues de Lisbonne. Le palais de Queluz est l'une des attractions touristiques de Lisbonne.

## Films tournés au palais royal de Queluz
- 1918 : Mal de Espanha de José Leitão de Barros (court-métrage)
- 1931 : A Severa[27] de José Leitão de Barros
- 1979 : Le Comte de Monte-Cristo d'Alexandre Dumas réalisé par Denys de la Patellière (mini-série télévisée)

## Sources
- (en) Cet article est partiellement ou en totalité issu de l’article de Wikipédia en anglais intitulé « Queluz National Palace » (voir la liste des auteurs).